# Hickory (Oklahoma)
Hickory é uma cidade  localizada no estado norte-americano de Oklahoma, no Condado de Murray.

## Demografia
Segundo o censo norte-americano de 2000, a sua população era de 87 habitantes.
Em 2006, foi estimada uma população de 89, um aumento de 2 (2.3%).

## Geografia
De acordo com o United States Census Bureau tem uma área de
1,4 km², dos quais 1,4 km² cobertos por terra e 0,0 km² cobertos por água.

## Localidades na vizinhança
O diagrama seguinte representa as localidades num raio de 28 km ao redor de Hickory.